# Općina Dobrovnik
Općina Dobrovnik (slo.:Občina Dobrovnik, mađ.: Dobrónak Község) je općina u sjeveroistočnoj Sloveniji u pokrajini Prekmurje i statističkoj regiji Pomurje. Središte općine je naselje Dobrovnik s 933 stanovnika. Općina Dobovnik je jedna od tri u Sloveniji u kojoj su Mađari većinsko stanovništvo.

## Stanovništvo
Prema popisu stanovništva iz 2001. godine općina je imala 1.307 stanovnika, od čega prema materinjem jeziku, mađarskim govori 725 (55,5%) stanovnika, slovenskim 511 (39,1%), hrvatskim 19 (1,5%) stanovnika. 1.136 (86,9%) su katolici.

## Zemljopis
Općina Dobrovnik nalazi se u sjeveroistočnome dijelu Slovenije na granici s Mađarskom. Općina se prostire u istočnom dijelu ravničarske i poljoprivredne pokrajine Prekomurje, dok krajnji sjeeverni dio općiine obuhvaća podnožje pobrežja Goričko.
U općini vlada umjereno kontinentalna klima.
Najvažniji vodotok u općini je rječica Lendava, koja je središnje postavljena u općini. Svi ostali vodotoci su mali i njeni pritoci. U općini postoji i umjetno Bukovniško jezero.

## Naselja u općini
Dobrovnik, Strehovci, Žitkovci

## Vanjske poveznice
- Službena stranica općine